# Гологурка
Гологу́рка (Гологорка; укр. Гологірка, Гологурка) — река в Львовской области Украины. Течёт по территории Золочевского района.
Длина речки — 24 км или, по другим данным, 26 км. Площадь бассейна — 150 км². Верховье канализировано.
Гологурка берёт начало у села Гологорки на уступе Гологоры Подольской возвышенности Главного европейского водораздела, принадлежит бассейну Балтийского моря. Питание снего-дождевое и подземное. Имеет 23 притока. Уровень воды меняется по сезонам года.
Гологурка является правым притоком нижнего течения реки Полтвы, сливаясь с ней на высоте 210 м над уровнем моря между пгт Красное и городом Буск.